# Małgorzata Hajewska-Krzysztofik
Małgorzata Hajewska-Krzysztofik (ur. 14 września 1965 w Sosnowcu) – polska aktorka teatralna i filmowa, pedagog. Odtwórczyni głównych ról w głośnych spektaklach Krystiana Lupy, Krzysztofa Warlikowskiego, Grzegorza Jarzyny.

## Życiorys
Po ukończeniu III Liceum Ogólnokształcącego im. Bolesława Prusa w Sosnowcu w 1984 roku, studiowała na Wydziale Aktorskim w krakowskiej Państwowej Wyższej Szkole Teatralnej, którą ukończyła w 1988 roku. W 2012 roku na macierzystym wydziale uzyskała stopień doktora habilitowanego sztuk teatralnych i pracuje na stanowisku adiunkta.
Karierę sceniczną zapoczątkowała w 1990 roku debiutem w sztuce Witolda Gombrowicza Iwona, księżniczka Burgunda w reżyserii Jerzego Stuhra jako Królowa Małgorzata na scenie Teatru Ludowego w Krakowie-Nowej Hucie oraz na deskach Starego Teatru im. Heleny Modrzejewskiej, z którym związała się na stałe, w niemal dziewięciogodzinnej adaptacji powieści Fiodora Dostojewskiego Bracia Karamazow w reżyserii Krystiana Lupy w dostrzeżonej przez krytyków drugoplanowej roli Frani. Za tę kreację z niezwykłym wyczuciem stylu odebrała nagrodę na VI Ogólnopolski Przegląd Spektakli Dyplomowych Szkół Teatralnych w Łodzi oraz zdobyła wyróżnienie za debiut na XIV Konfrontacjach Teatralnych-Klasyka polska w Opolu. W 1994 roku otrzymała nagrodę krakowskiej filii Fundacji Kultury Polskiej. W 2016 roku opuściła Stary Teatr im. Heleny Modrzejewskiej w Krakowie i dołączyła do zespołu Nowego Teatru w Warszawie.
Występowała także w teatrach: Lalki i Maski „Groteska” w Krakowie (1991) w przedstawieniu Michela de Ghelderode Słońce zachodzi (Le soleil se couche), TR Warszawa (2001–2004), Współczesnym im. Edmunda Wiercińskiego we Wrocławiu (2001). Kreacja unieruchomionej na wózku inwalidzkim Konradowej, która ma pomóc mężowi w stworzeniu studium sumu jego przemyśleń, stając się jego partnerem i ofiarą w spektaklu według prozy Thomasa Bernharda Kalkwerk (Das Kalkwerk) w reżyserii Krystiana Lupy przyniosła jej Grand Prix na XXXVIII Kaliskich Spotkaniach Teatralnych oraz Ludwika – nagrodę krakowskiego środowiska teatralnego. Została dwukrotnie uhonorowana nagrodą Feliksa Warszawskiego w Teatrze Rozmaitości w reżyserowanych przez Krzysztofa Warlikowskiego spektaklach; za drugoplanową rolę Agawe w sztuce Eurypidesa Bachantki (2001) oraz za postać Dupy w przedstawieniu Hanocha Levina Krum (2005).
Po raz pierwszy wystąpiła na dużym ekranie w jednym z najżywiej komentowanych filmów polskich na początku lat 90. Śmierć dziecioroba (1990) z Anną Majcher i Beatą Tyszkiewicz oraz dramacie Piotra Szulkina Femina (1990) u boku Hanny Dunowskiej, Aliny Janowskiej i Ewy Sałackiej. W telewizyjnym dramacie Doroty Kędzierzawskiej Wrony (1994) zagrała matkę dziewięcioletniej Wrony. W komedii telewizyjnej Jerzego Stuhra Spis cudzołożnic (1994) pojawiła się w roli Okularnicy. Wyjątkowego warsztatu dramatycznego dowiodła drugoplanową rolą Marty w filmie Małgorzaty Szumowskiej Szczęśliwy człowiek (2000) u boku Jadwigi Jankowskiej-Cieślak.

## Filmografia
- 1990: Śmierć dziecioroba jako Malina
- 1990: Femina jako „Głucha”, dziewczyna w domu Gabrieli
- 1994: Wrony jako matka Wrony
- 1994: Śmierć jak kromka chleba jako pielęgniarka Ania
- 1994: Spis cudzołożnic jako posępna okularnica
- 1996: Panna Nikt jako wariatka
- 1996: Gdzie jesteś, święty Mikołaju? jako żona „Świętego Mikołaja”
- 2000: Szczęśliwy człowiek jako Marta
- 2003: Zerwany jako Bogaczowa
- 2006: Trójka do wzięcia jako matka Ingi/siostra matki
- 2006: Hi way jako żona w grill-barze, matka Oli
- 2006: Co słonko widziało jako matka Marty
- 2006: Chłopiec na galopującym koniu jako sprzedawczyni w cukierni
- 2006: Autor wychodzi jako Helena, żona Derra
- 2008: 33 sceny z życia jako Barbara, matka Julii
- 2012: Ścinki jako rzeźbiarka Pola
- 2013: Jutro cię usłyszę jako matka Marta
- 2013: Głęboka woda 2 jako Liliana Majewska (odc. 4)
- 2014: Wataha jako patolog Krystyna
- 2015: Body/Ciało jako matka Karola
- 2017: Atak paniki jako Krystyna
- 2018: Znaki jako Zofia Bławatska, mieszkanka Sowich Dołów, matka Laury
- 2018–2019: Pod powierzchnią jako komisarz Maria Byszewska
- 2020: Król jako Bernsztajnowa, matka Moszego (odc. 1, 4, 6)
- 2021: Prime Time jako wydawca Laura Kołodziej
- 2021: Jakoś to będzie jako matka Jacka
- 2022: Śubuk jako psycholog
- 2022: Nie zgubiliśmy drogi
- 2022: Jeszcze przed świętami jako Graża
- 2022: Iluzja jako policjantka Janina
- 2023: Kobieta z... jako Aniela Wesoły
- 2023: Informacja zwrotna jako Jadzia Rustowicz
- 2024: Rzeczy niezbędne jako Karolina
- 2024: Forst jako Halina Król-Sznajderman
- 2025: Wizyta starszej pani jako Klara Zachanassian (spektakl Teatru TV)

## Nagrody  (spektakl Teatru TV)i odznaczenia
- 1994: „Nagroda Młodych” przyznawana przez krakowską filię Fundacji Kultury Polskiej
- 2001: nagroda „Feliks Warszawski” za rolę Agawe w „Bachantkach” w Teatrze Rozmaitości
- 2009: nagroda „Feliks Warszawski” za rolę w „(A)pollonii” w Nowym Teatrze
- 2008: nagroda za drugoplanową rolę kobiecą na 33. Festiwalu Polskich Filmów Fabularnych w Gdyni za rolę Barbary w filmie 33 sceny z życia
- 2015: Srebrny Medal „Zasłużony Kulturze Gloria Artis”[3]

Źródło: Filmpolski.pl.